# Championnats nationaux de cyclisme sur route en 2014
Navigation
2013 2015
Les championnats nationaux de cyclisme sur route en 2014 commencent dès janvier pour l'Australie et la Nouvelle-Zélande. La plupart des championnats nationaux de cyclisme ont lieu aux mois de juin et juillet.

## Champions 2014

### Élites hommes
| Pays                             | Course en ligne          | Contre-la-montre          |
| -------------------------------- | ------------------------ | ------------------------- |
| Afrique du Sud                   | Louis Meintjes           | Daryl Impey               |
| Albanie                          | Xhuliano Kamberaj        | Iltjan Nika               |
| Algérie                          | Abdelbasset Hannachi     | Azzedine Lagab            |
| Allemagne                        | André Greipel            | Tony Martin               |
| Angola                           | Igor Silva               | Igor Silva                |
| Antigua-et-Barbuda               | Jyme Bridges             | André Simon               |
| Argentine                        | Daniel Díaz              | Laureano Rosas            |
| Australie                        | Simon Gerrans            | Michael Hepburn           |
| Autriche                         | Riccardo Zoidl           | Matthias Brändle          |
| Azerbaïdjan                      | Elchin Asadov            | Elchin Asadov             |
| Barbade                          | Philip Clarke            | Russell Elcock            |
| Belgique                         | Jens Debusschere         | Kristof Vandewalle        |
| Belize                           | Edgar Arana              | Edgar Arana               |
| Bénin                            | Augustin Amoussouvi      |                           |
| Bermudes                         | Shannon Lawrence         | Shannon Lawrence          |
| Biélorussie                      | Yauheni Hutarovich       | Kanstantsin Siutsou       |
| Bolivie                          | Óscar Soliz              | Óscar Soliz               |
| Bosnie-Herzégovine               | Mujo Kurtović            | Nikica Atlagić            |
| Brésil                           | Antonio Garnero          | Pedro Nicácio             |
| Bulgarie                         | Nikolay Mihaylov         | Stefan Hristov            |
| Burkina Faso                     | Salfo Bikienga           |                           |
| Cameroun                         |                          |                           |
| Canada                           | Svein Tuft               | Svein Tuft                |
| Chili                            | Lino Arriagada           | Jonathan Guzmán           |
| Chine                            | Zhao Jingbiao            |                           |
| Chypre                           | Armándo Archimandrítis   | Michael Christodoulos     |
| Colombie                         | Miguel Ángel Rubiano     | Pedro Herrera             |
| Corée du Sud                     | Seo Joon-yong            |                           |
| Costa Rica                       | Juan Carlos Rojas        | Josué González            |
| Côte d'Ivoire                    | Bassirou Konté           |                           |
| Croatie                          | Radoslav Rogina          | Bruno Maltar              |
| Cuba                             | Arnold Alcolea           | Yeinier López             |
| Curaçao                          |                          | Manuel Seintje            |
| Danemark                         | Michael Valgren          | Rasmus Christian Quaade   |
| Égypte                           |                          |                           |
| Émirats arabes unis              | Yousif Mirza             | Yousif Mirza              |
| Équateur                         | Byron Guamá              | José Ragonessi            |
| Érythrée                         | Amanuel Gebrezgabihier   | Natnael Berhane           |
| Espagne                          | Ion Izagirre             | Alejandro Valverde        |
| Estonie                          | Alo Jakin                | Gert Jõeäär               |
| Éthiopie                         | Tsgabu Grmay             | Tsgabu Grmay              |
| États-Unis                       | Eric Marcotte            | Taylor Phinney            |
| Fidji                            | Jacob Salcone            | Jacob Salcone             |
| Finlande                         | Jussi Veikkanen          | Samuel Pökälä             |
| France                           | Arnaud Démare            | Sylvain Chavanel          |
| Gabon                            | Geoffroy Ngandamba       | Geoffroy Ngandamba        |
| Géorgie                          | Giorgi Nareklishvili     | Besik Gavasheli           |
| Grande-Bretagne                  | Peter Kennaugh           | Bradley Wiggins           |
| Grèce                            | Geórgios Boúglas         | Polychrónis Tzortzákis    |
| Guatemala                        | Nervin Jiatz             | Manuel Rodas              |
| Guyana                           | Geron Williams           | Raynauth Jeffrey          |
| Hong Kong                        | Cheung King Lok          | Cheung King Lok           |
| Hongrie                          | Balázs Rózsa             | Gábor Fejes               |
| Inde                             | Shreedhar Savanur        | Naveen John               |
| Indonésie                        | Endra Wijaya             |                           |
| Iran                             | Rahim Ememi              | Alireza Haghi             |
| Irlande                          | Ryan Mullen              | Michael Hutchinson        |
| Israël                           | Niv Libner               | Yoav Bear                 |
| Italie                           | Vincenzo Nibali          | Adriano Malori            |
| Jamaïque                         | Oneil Samuels            | André Jackson             |
| Japon                            | Junya Sano               | Fumiyuki Beppu            |
| Kazakhstan                       | Ilya Davidenok           | Daniil Fominykh           |
| Kenya                            |                          |                           |
| Lesotho                          | Phetetso Monese          |                           |
| Lettonie                         | Andris Vosekalns         | Gatis Smukulis            |
| Liban                            | Zaher El Hage            | Elias Abou Rachid         |
| Lituanie                         | Paulius Šiškevičius      | Ramūnas Navardauskas      |
| Luxembourg                       | Fränk Schleck            | Laurent Didier            |
| Macédoine                        |                          | Veli Sadiki               |
| Malaisie                         |                          |                           |
| Maroc                            | Adil Jelloul             | Soufiane Haddi            |
| Maurice                          | Steward Pharmasse        | Mike Chong Chin           |
| Mexique                          | Ignacio Sarabia          | Bernardo Colex            |
| Moldavie                         | Sergiu Cioban            | Sergiu Cioban             |
| Namibie                          | Raul Costa Seibeb        | Till Drobisch             |
| Nicaragua                        |                          | Walter Gaitán             |
| Norvège                          | Tormod Hausken Jacobsen  | Reidar Borgersen          |
| Nouvelle-Zélande                 | Hayden Roulston          | Taylor Gunman             |
| Ouganda                          | David Matovu             |                           |
| Ouzbékistan                      | Ruslan Karimov           | Muradian Khalmuratov      |
| Pakistan                         | Nisar Ahmad Kasi         | Ali Muhammad Sabir        |
| Panama                           | Fernando Ureña           | Yelko Gómez               |
| Paraguay                         | Heiko Grobenstieg        | Gustavo Miño              |
| Pays-Bas                         | Sebastian Langeveld      | Tom Dumoulin              |
| Pérou                            | Herbert Chavez           | Alexey Limaylla           |
| Pologne                          | Bartłomiej Matysiak      | Michał Kwiatkowski        |
| Porto Rico                       | Efrén Ortega             |                           |
| Portugal                         | Nélson Oliveira          | Nélson Oliveira           |
| Qatar                            |                          |                           |
| République démocratique du Congo | Wilfrid Tsoukina Mboko   | Wilfrid Tsoukina Mboko    |
| République dominicaine           | Diego Milán              | Augusto Sánchez Beriguete |
| République tchèque               | Zdeněk Štybar            | Jan Bárta                 |
| Roumanie                         | Zoltán Sipos             | Andrei Nechita            |
| Russie                           | Alexander Porsev         | Anton Vorobyev            |
| Rwanda                           | Valens Ndayisenga        | Valens Ndayisenga         |
| Salvador                         | Rafael Carías            | Rafael Carías             |
| Sénégal                          | Abdoulaye Thiam          |                           |
| Serbie                           | Miloš Borisavljević      | Gabor Kasa                |
| Slovaquie                        | Peter Sagan              | Peter Velits              |
| Slovénie                         | Matej Mugerli            | Gregor Gazvoda            |
| Suède                            | Michael Olsson           | Alexander Gingsjö         |
| Suisse                           | Martin Elmiger           | Fabian Cancellara         |
| Suriname                         | Murwin Arumjo            | Ruben Vismale             |
| Syrie                            | Yalmaz Habash            |                           |
| Taïwan                           | Chun Kai Feng            |                           |
| Thaïlande                        | Peerapol Chawchiangkwang | Phuchong Sai-udomsin      |
| Tunisie                          | Rafaâ Chtioui            | Hassen Ben Nasser         |
| Turquie                          | Feritcan Şamlı           | Ahmet Örken               |
| Ukraine                          | Vitaliy Buts             | Andriy Vasylyuk           |
| Uruguay                          | Emanuel Yáñez            | Néstor Pías               |
| Venezuela                        | Xavier Quevedo           | Carlos Gálviz             |
| Zimbabwe                         | Dave Martin              | Dave Martin               |

### Élites femmes
| Pays                   | Course en ligne         | Contre-la-montre       |
| ---------------------- | ----------------------- | ---------------------- |
| Afrique du Sud         | Ashleigh Moolman        | Ashleigh Moolman       |
| Allemagne              | Lisa Brennauer          | Lisa Brennauer         |
| Antigua-et-Barbuda     |                         | Tamiko Butler          |
| Argentine              | Valeria Müller          | Valeria Müller         |
| Australie              | Gracie Elvin            | Felicity Wardlaw       |
| Autriche               | Jacqueline Hahn         | Martina Ritter         |
| Belgique               | Jolien D'Hoore          | Ann-Sophie Duyck       |
| Bermudes               | Nicole Mitchell         | Nicole Mitchell        |
| Biélorussie            | Alena Amialyusik        | Alena Amialyusik       |
| Bosnie-Herzégovine     | Lejla Tanović           |                        |
| Brésil                 |                         | Ana Paula Polegatch    |
| Canada                 | Leah Kirchmann          | Leah Kirchmann         |
| Colombie               | Valentina Paniagua      | Serika Gulumá          |
| Corée du Sud           | Na Ah-reum              | Pas organisé           |
| Costa Rica             | Paula Herrera           | Edith Guillén          |
| Croatie                | Mia Radotić             | Mia Radotić            |
| Cuba                   | Arlenis Sierra          | Yoanka González        |
| Danemark               | Amalie Dideriksen       | Julie Leth             |
| Équateur               | Jazmín Taborda          | Jazmín Taborda         |
| Érythrée               | Wehazit Kidane          | Wehazit Kidane         |
| Espagne                | Ana Ramírez             | Leire Olaberría        |
| Estonie                | Liisi Rist              | Liisi Rist             |
| États-Unis             | Alison Powers           | Alison Powers          |
| Finlande               | Lotta Lepistö           | Waltteri Lepistö       |
| France                 | Pauline Ferrand-Prévot  | Pauline Ferrand-Prévot |
| Grande-Bretagne        | Laura Trott             | Emma Pooley            |
| Grèce                  | Barvara Fasoh           | Athina Chatzistyli     |
| Guatemala              |                         | Cintia Lee             |
| Hong Kong              | Zhao Juan Meng          | Yiu Wong Wan           |
| Hongrie                | Diána Szurominé         | Veronika Anna Kormos   |
| Iran                   | Maryam Jalaliyeh        | Maryam Jalaliyeh       |
| Irlande                |                         | Caroline Ryan          |
| Israël                 | Paz Bash                | Paz Bash               |
| Italie                 | Elena Cecchini          | Elisa Longo Borghini   |
| Japon                  | Mayuko Hagiwara         | Mayuko Hagiwara        |
| Lituanie               | Aušrinė Trebaitė        | Aušrinė Trebaitė       |
| Lettonie               |                         | Dana Rožlapa           |
| Luxembourg             | Christine Majerus       | Christine Majerus      |
| Maroc                  | Fatima El Hiyani        |                        |
| Mexique                | Ana Casas               | Verónica Leal Balderas |
| Namibie                | Vera Adrian             | Irene Steyn            |
| Norvège                | Camilla Indset Sorgjerd | Thrude Natholmen       |
| Nouvelle-Zélande       | Rushlee Buchanan        | Jaime Nielsen          |
| Ouzbékistan            | Olga Drobysheva         | Olga Drobysheva        |
| Panama                 | Yineth Cubilla          | Emma Jorge             |
| Paraguay               | Agua Marina Espinola    |                        |
| Pays-Bas               | Iris Slappendel         | Annemiek van Vleuten   |
| Pologne                | Paulina Guz             | Eugenia Bujak          |
| Porto Rico             | Donelys Cariño          |                        |
| Portugal               | Celina Carpinteiro      | Katarina Larsson       |
| République dominicaine | Juana Fernández         |                        |
| République tchèque     | Martina Sáblíková       | Martina Sáblíková      |
| Roumanie               | Lavinia Nicoleta Rolea  | Lavinia Nicoleta Rolea |
| Russie                 | Tatiana Antoshina       | Tatiana Antoshina      |
| Rwanda                 | Jeanne D'arc Girubuntu  | Jeanne D'arc Girubuntu |
| Salvador               | Xenia Estrada           | Xenia Estrada          |
| Serbie                 | Jelena Erić             | Jelena Erić            |
| Slovaquie              | Monika Kadlecová        | Michaela Maláriková    |
| Slovénie               | Polona Batagelj         | Polona Batagelj        |
| Suède                  | Emma Johansson          | Emma Johansson         |
| Suisse                 | Mirjam Gysling          | Linda Indergand        |
| Syrie                  | Roba Helane             |                        |
| Thaïlande              | Supaksorn Nuntana       | Jaruwan Somrat         |
| Tunisie                | Nour Dissem             | Nour Dissem            |
| Turquie                | Semra Yetis             | Semra Yetis            |
| Ukraine                | Tetyana Riabchenko      | Tetyana Riabchenko     |
| Venezuela              | Danielys García         | Danielys García        |

### Moins de 23 ans - hommes
| Pays               | Course en ligne        | Contre-la-montre         |
| ------------------ | ---------------------- | ------------------------ |
| Afrique du Sud     | Louis Meintjes         | Louis Meintjes           |
| Algérie            | Adil Barbari           | Adil Barbari             |
| Allemagne          | Max Walscheid          | Nils Politt              |
| Argentine          | Gastón Javier          | Hugo Velázquez           |
| Australie          | Caleb Ewan             | Jordan Kerby             |
| Autriche           | Gregor Mühlberger      | Gregor Mühlberger        |
| Belgique           | Jef Van Meirhaeghe     | Elias Van Breussegem     |
| Bosnie-Herzégovine | Mujo Kurtović          | Josip Čerkez             |
| Biélorussie        | Nikolai Shumov         | Raman Tsishkou           |
| Canada             | Benjamin Perry         | Kris Dahl                |
| Colombie           | Diego Ochoa            | Carlos Ramírez           |
| Costa Rica         | Joseph Chavarría       | Rodolfo Villalobos       |
| Danemark           | Emil Bækhøj Halvorsen  | Søren Kragh Andersen     |
| Érythrée           | Amanuel Gebrezgabihier | Meron Teshome            |
| Espagne            | Gonzalo Andrés         | Óscar González del Campo |
| États-Unis         | Tanner Putt            | Taylor Eisenhart         |
| Finlande           | Oskari Vainionpää      | Matti Manninen           |
| France             | Jérémy Leveau          | Bruno Armirail           |
| Grande-Bretagne    | Edward Laverack        | Scott Davies             |
| Grèce              | Stylianós Farantákis   | Ioánnis Spanópoulos      |
| Guatemala          | Marvin Soloman         | Brayan Ríos              |
| Hong Kong          | Leung Chun Wing        | Leung Chun Wing          |
| Hongrie            | Balázs Rózsa           | János Pelikán            |
| Irlande            | Ryan Mullen            | Ryan Mullen              |
| Italie             | Simone Sterbini        | Davide Martinelli        |
| Japon              | Tanzō Tokuda           | Manabu Ishibashi         |
| Kazakhstan         | Grigoriy Shtein        | Oleg Zemlyakov           |
| Lettonie           | Andris Vosekalns       | Krists Neilands          |
| Luxembourg         | Alex Kirsch            | Alex Kirsch              |
| Mexique            | Luis Lemus             | Ignacio Prado            |
| Namibie            | Raul Costa Seibeb      | Till Drobisch            |
| Norvège            | Sondre Holst Enger     | Andreas Vangstad         |
| Nouvelle-Zélande   | Hayden McCormick       | Fraser Gough             |
| Ouzbékistan        | Denis Shaymanov        | Denis Shaymanov          |
| Paraguay           | Alberto Torres         |                          |
| Pays-Bas           | Tim Kerkhof            | Steven Lammertink        |
| Pologne            | Piotr Brożyna          | Szymon Rekita            |
| Portugal           | Joaquim Silva          | Rafael Reis              |
| République tchèque | Tomáš Koudela          | David Dvorský            |
| Roumanie           | Eduard-Michael Grosu   | Valentin Plesea          |
| Russie             | Ivan Savitskiy         | Alexander Evtushenko     |
| Salvador           | Diego Meléndez         | Cristian Ruiz            |
| Slovaquie          | Ľuboš Malovec          | Mário Daško              |
| Slovénie           | Domen Novak            | David Per                |
| Suisse             | Fabian Lienhard        | Théry Schir              |
| Uruguay            | Sixto Núñez            | Agustín Moreira          |
| Ukraine            | Valerii Taradai        | Marlen Zmorka            |
| Venezuela          | Luis Díaz              | Yonder Godoy             |